# Herbita chiomaria
Herbita chiomaria là một loài bướm đêm trong họ Geometridae.